# Liste der Monuments historiques in Autrey-lès-Gray
Die Liste der Monuments historiques in Autrey-lès-Gray führt die Monuments historiques in der französischen Gemeinde Autrey-lès-Gray auf.

## Liste der Immobilien
| Bezeichnung      | Beschreibung                    | Standort              | Kennzeichnung | Schutzstatus | Datum | Bild           |
| ---------------- | ------------------------------- | --------------------- | ------------- | ------------ | ----- | -------------- |
| Kirche St-Didier | aus dem 12. und 13. Jahrhundert | Rue du Prieuré (Lage) | PA00102113    | Classé       | 1910  | weitere Bilder |

## Liste der Objekte
| Bezeichnung                     | Beschreibung                                            | Standort                       | Kennzeichnung | Schutzstatus | Datum | Bild           |
| ------------------------------- | ------------------------------------------------------- | ------------------------------ | ------------- | ------------ | ----- | -------------- |
| Skulptur Heiliger Desiderius    | Stein, farbig gefasst, 16. Jahrhundert                  | in der Kirche St-Didier (Lage) | PM70002057    | Inscrit      | 1974  |                |
| Grabstein für Jehannette Coussy | Stein, bezeichnet 1560                                  | in der Kirche St-Didier (Lage) | PM70000071    | Classé       | 1912  |                |
| Pluviale                        | Seide, bestickt, um 1700                                | in der Kirche St-Didier (Lage) | PM70000072    | Classé       | 1968  |                |
| Skulptur Madonna mit Kind       | Holz, farbig gefasst , um 1700                          | in der Kirche St-Didier (Lage) | PM70000073    | Classé       | 1968  |                |
| Kanzel                          | Stuck, bemalt und vergoldet, Mitte des 18. Jahrhunderts | in der Kirche St-Didier (Lage) | PM70000074    | Classé       | 1968  | weitere Bilder |